# Little Hall Island
Little Hall Island (Hall Smaller Island) – niezamieszkana wyspa w Morzu Labradorskim, w Archipelagu Arktycznym, w regionie Qikiqtaaluk, na terytorium Nunavut, w Kanadzie. W pobliżu Little Hall Island położone są wyspy: Hall Island (3,3 km), Hudson Island (8,4 km), Bear Island (10,7 km), Morris Island (12,7 km), Pseudo Bear Island (25,8 km), Loks Land (28 km), Kittridge Island (30,2 km) i Sylvia Island (33,1 km).